# Katrin Huber (Szenenbildnerin)

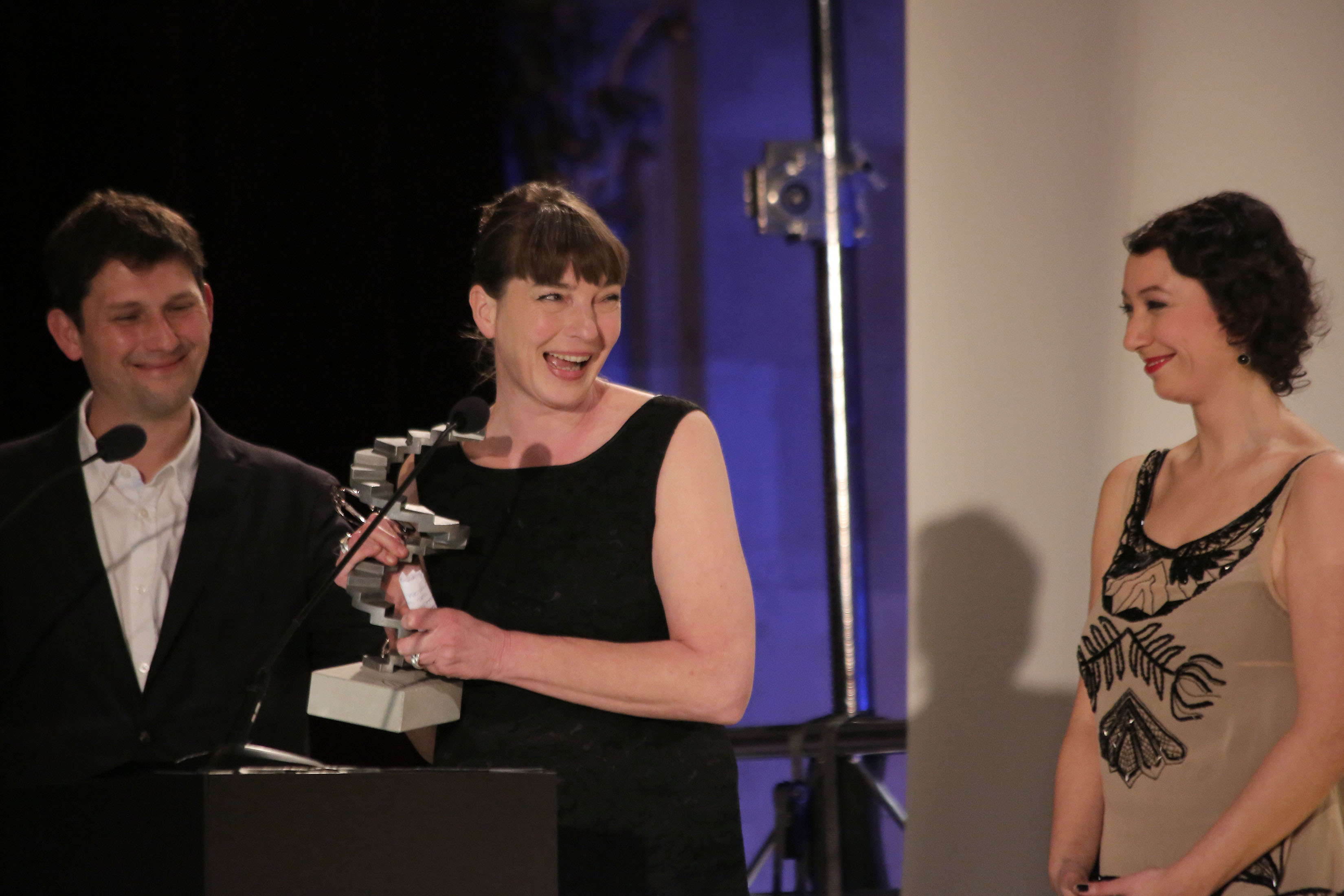
Katrin Huber (Mitte) bei der Verleihung des Österreichischen Filmpreises 2013 im Wiener Rathaus

Katrin Huber (* 1965) ist eine österreichische Szenenbildnerin.

## Leben
Katrin Huber studierte Publizistik und Pädagogik. Sie war in den 1990er Jahren als Ausstatterin in der Werbung tätig. Parallel dazu begann sie als Innenrequisiteurin bei zahlreichen Kino- und Fernsehproduktionen zu arbeiten. Ihren ersten von mehreren Aufträgen als Szenenbildnerin erhielt Huber gemeinsam mit Gerhard Dohr für den 2011 erschienenen Film Michael. 2013 erhielt sie den Österreichischen Filmpreis für ´Kuma`
Ferner wirkte sie ab 2012 als Bühnenbildnerin am Theater.
Huber ist Mitglied der Akademie des Österreichischen Films.

## Filmografie
Szenenbild
- 2011: Michael
- 2012: Kuma
- 2014: Blackout
- 2014: Risse im Beton
- 2014: Wo ich wohne. Ein Film für Ilse Aichinger
- 2014–2015: CopStories
- 2018: Womit haben wir das verdient?
- 2019: Wiener Blut
- 2020: Ein bisschen bleiben wir noch
- 2023: Wie kommen wir da wieder raus?
- 2024: Nebelkind – The End of Silence

Szenenbild Assistenz
- 2005: In 3 Tagen bist du tot

Innenrequisite
- 1990–1993: Looky – schau genau (35 Folgen)
- 1993: Iris & Violetta
- 1994: Geschichten aus Österreich
- 1994: Tohuwabohu
- 1995: Höhere Gewalt
- 1996–1998: Schlosshotel Orth
- 1999–2000: Kommissar Rex
- 2000: Der letzte Sommer
- 2000: Tatort: Chaos
- 2001: Entscheidung im Eis
- 2001: Hainburg
- 2001: Die Klavierspielerin
- 2002: Andreas Hofer – Die Freiheit des Adlers
- 2002: Meine Schwester das Biest
- 2002: Tatort: Elvis lebt!
- 2003: Brüder II
- 2003: Tatort: Tödliche Souvenirs
- 2003: Wolfzeit
- 2004: Crazy Canucks
- 2004: Hurensohn
- 2004: Die Heilerin
- 2004: Paradies in den Bergen
- 2004: Silentium
- 2004: Tatort: Tod unter der Orgel
- 2005: Caché
- 2005: Shadow of the Sword – Der Henker
- 2006: Mord auf Rezept
- 2006: Die Ohrfeige
- 2006/2012: Vier Frauen und ein Todesfall
- 2007: Aloha im Dreivierteltakt
- 2007: Die Heilerin 2
- 2007: Import Export
- 2007: Tatort: Familiensache
- 2008: La Bohème
- 2008: Darum
- 2008: Falco – Verdammt, wir leben noch!
- 2009: Furcht und Zittern
- 2009: Ein halbes Leben
- 2009: In einem anderen Licht
- 2009: Das weiße Band – Eine deutsche Kindergeschichte
- 2010: Jud Süß – Film ohne Gewissen
- 2010: Vitasek?
- 2011: Der Chinese
- 2012: Harodim – Nichts als die Wahrheit?
- 2012: Lilly Schönauer – Liebe auf den zweiten Blick
- 2012: Meine Tochter, ihr Freund und ich
- 2013: Lilly Schönauer – Liebe mit Familienanschluss
- 2013: Die Spätzünder 2 – Der Himmel soll warten
- 2014: Der Vampir auf der Couch

## Auszeichnungen
- Diagonale-Preis Filmdesign – Bestes Szenenbild, Diagonale 2012 (für Michael; mit Gerhard Dohr)
- Bestes Szenenbild – Österreichischer Filmpreis 2013 (für Kuma)[1]